# Aleksandr Diergaczow
Aleksandr Wiktorowicz Diergaczow, ros. Александр Викторович Дергачёв (ur. 27 września 1996 w Łangiepasie) – rosyjski hokeista, reprezentant Rosji.

## Kariera
- Sputnik Almietjewsk (2012–2013)
- SKA-1946 Sankt Petersburg (2013–2015)
- SKA Sankt Petersburg (2015–2020)
  -  SKA-Niewa (2015–2018)
  -  Spartak Moskwa (2017–2018)
  -  SKA-Niewa (2019–2020)
- Witiaź Podolsk (2020–2021)
- Awangard Omsk (2021–)
  -  Omskie Krylja (2021–)

Wychowanek Nieftianika Almietjewsk. W sezonie 2012/2014 grał w juniorskim zespole Sputnika Almietjewsk w lidze MHL-B. Następnie w KHL Junior Draft 2013 został wybrany przez SKA Sankt Petersburg (z HC Lev Praga). Od 2013 przez dwa sezony grał w barwach SKA-1946 Sankt Petersburg w MHL, a z czasem zadebiutował też w seniorskim SKA w KHL. W sezonie KHL (2017/2018) przekazany do Spartaka Moskwa. Po odejściu ze SKA od czerwca był zawodnikiem Witiazia Podolsk. W maju 2021 został przetransferowany do Awangarda Omsk. Podjął też występy w zespole farmerskim Omskie Kryjla w WHL.
Uczestniczył w turniejach mistrzostw świata juniorów do lat 18 edycji 2014 oraz mistrzostw świata juniorów do lat 20 edycji 2015, 2016. Później podjął występy w reprezentacji seniorskiej.

## Sukcesy
Reprezentacyjne
- Złoty medal Jr Super Series: 2015
- Srebrny medal mistrzostw świata juniorów do lat 20: 2015, 2016

Klubowe
- Srebrny medal MHL: 2015 ze SKA-1946 Sankt Petersburg
- Puchar Gagarina – mistrzostwo KHL: 2017 ze SKA Sankt Petersburg
- Złoty medal mistrzostw Rosji: 2017 ze SKA Sankt Petersburg
- Brązowy medal mistrzostw Rosji: 2019 ze SKA Sankt Petersburg
- Srebrny medal mistrzostw Rosji: 2020 ze SKA Sankt Petersburg

Indywidualne
- MHL (2014/2015):
  - Pierwsze miejsce w klasyfikacji strzelców w fazie play-off: 11 goli[3]
  - Szóste miejsce w klasyfikacji kanadyjskiej w fazie play-off: 18 punktów[4]
- KHL (2015/2016):
  - Najlepszy pierwszoroczniak – finały konferencji[5]